# Springe
Springe è una città di 29.421 abitanti della Bassa Sassonia, in Germania.
Appartiene alla regione di Hannover (targa H).
Il territorio comunale comprende, oltre al capoluogo (Springe), le frazioni di Alferde, Altenhagen I, Alvesrode, Bennigsen, Boitzum, Eldagsen, Gestorf, Holtensen, Lüdersen, Mittelrode e Völksen.

## Amministrazione

### Gemellaggi
- Niort